# 荃灣官立小學
荃灣官立小學（英語：Tsuen Wan Government Primary School），簡稱TWGPS，是一所位於香港荃灣的官立小學，兼收男女學生，於1961年3月成立。前身為海壩街官立小學下午校，該校於1999年9月分拆並遷往麗城花園的現址，同時易名為「荃灣官立小學」，是荃灣區內兩間官立小學之一。

## 校政管理
歷任校監
- 區蘊詩 女士
- 蔡敏儀 女士

歷任校長
- 陳譚瑛桃 女士[3]
- 麥綺玲 女士

歷任副校長
- 鄧家惠 女士
- 黃麗嫦 女士
- 黃秀玲 女士

## 歷史
早於1956年8月，香港工務局把城門道7號新建校舍交付教育司署，教育司署決定開辦荃灣官立小學。後來政府於1961年9月把小學所在地改辦荃灣官立實用中學，荃灣官立小學停辦。當年成立於1961年的海壩街官立小學，成為二戰後荃灣第二間成立的官立男女文法小學。此學校之所以成立是因香港政府發表了《菲沙報告書》，再加上當時來港的難民增加，荃灣人口增加急速，令政府率先於荃灣區內建立新界首間男女文法小學，由開辦了荃灣官立小學，繼而開辦海壩街官立小學。
1999年，海壩街官立上午小學和海壩街官立下午小學被教育統籌局（現稱教育局）強行要求轉為全日制，並於同年9月正式把上午校及下午校兩所小學分離。當局亦從新界荃灣青山公路－荃灣段600號近麗城花園的位置修建了一所新校舍，讓下午校的學生可以順利過渡新學年。因分離後兩校校名會重疊，因此校長決定向當局申請換名，最後決議海壩街官立下午小學換名為荃灣官立小學。

## 著名/傑出校友
- 麥沛東：香港男演員（2001年小六）

## 資料來源
1. 1 2 3   (PDF). 海壩街官立小學.[永久]（繁體中文）
2. 1 2 3 4 5  . 荃灣官立小學.   [2017-04-13]. （原始内容存档于2019-10-12）.（繁體中文）
3. ↑  家庭與學校合作事宜委員會. . 2000  [2023-01-15]. 原始内容存档于2001-06-22.
4. ↑   (PDF). 荃灣官立工業中學. 1992-12-18  [2021-01-12]. （原始内容存档 (PDF)于2021-04-08）.
5. ↑   (PDF). 荃灣官立工業中學校友會. 2020-12-31  [2021-01-11]. （原始内容存档 (PDF)于2021-01-12）.